# Jean Ehret
Jean Ehret (* 8. Juni 1967 in Luxemburg) ist ein luxemburgischer katholischer Theologe und Literaturwissenschaftler. Seit 2015 ist er Gründungsdirektor der Luxembourg School of Religion & Society.

## Akademische Laufbahn
Nach dem Studium der Theologie in Trier und Louvain-la-Neuve absolvierte Ehret seine Vikarszeit in Luxemburg Bonneweg; danach studierte er französische und vergleichende Literaturwissenschaften in Luxemburg, Metz, in Paris und in Harvard. An der Sorbonne war er ein Schüler von Pierre Brunel. Er entschied sich sein Promotionsstudium an der Universität Paul Verlaine Metz fortzusetzen, wo er 2005 in Französischer Sprach- und Literaturwissenschaft mit einer vergleichenden Arbeit zur literarischen und theologischen Ästhetik promoviert wurde. Seine eklektische Dissertation Art de Dieu art des hommes. L’esthétique théologique à l’ère du pluriel du beau et du singulier de l’art wurde von Marc-Mathieu Münch betreut und greift dessen allgemeine literarische Ästhetik auf, die er in seiner Studie L’Effet de vie ou le singulier de l’art entwickelt hat. 2009 wurde Ehret an der gleichen Universität in Theologie promoviert; seine Arbeit Verbum vitae. Études sur le rapport entre la foi et la vie chrétiennes wurde von Marie-Anne Vannier betreut und arbeitet an einem Verständnis von Theologie, die dem Leben als locus theologicus gerecht werden könnte.
Seit 2012 ist Jean Ehret Professor für Theologie und Spiritualität am Centre Jean XXIII – Grand Séminaire, dessen Direktor er 2013 wurde; 2015 gründete er die Luxembourg School of Religion & Society und band sie in ein internationales Netz von Kooperationen ein. Zudem ist er Bischofsvikar für Academic Affairs sowie Domkapitular in der Erzdiözese Luxemburg.

## Forschungsschwerpunkte
Ehret konzentriert sich insbesondere auf das Verhältnis von Ästhetik und Theologie. Daraus folgt die Frage, inwieweit Theologie Literatur (und Literatur Theologie) sei, was die Theologie der Künste sei. Sein Interesse gilt damit insbesondere auch der Form und Erneuerung von Theologien in einer säkularisierten Gesellschaft und der Frage, wie Diskurse über Gott in einer säkularisierten, pluralistischen und individualistischen Gesellschaft sowie angesichts dessen, was die Naturwissenschaften als Wissen über das Leben, die Welt, den Menschen vorgeben, kulturell gestaltet sowie persönlich und institutionell verantwortet werden können. Ein Arbeitsschwerpunkt Ehrets ist daher die Morphologie des Denkens, ein Thema, zu dem er ein Forschungsseminar zusammen mit Gianluca Cuozzo, dem Direktor des Exzellenz-Fachbereichs für Philosophie und Erziehungswissenschaften der Universität Turin, leitet. Dabei beschäftigt er sich mit kognitiven und institutionellen Prozessen sowie mit der Permanenz und (Trans-)Formation dieser Morphologie, insbesondere in der Theologie.

## Mitgliedschaften
Jean Ehret ist u. a. Vizepräsident der Europäischen Gesellschaft für Katholische Theologie (Sektion Frankreich), ordentliches Mitglied der Section des sciences morales et politiques des Institut Grand-Ducal de Luxembourg und ordentliches Mitglied der Europäischen Akademie der Wissenschaften und Künste (Sektion VII). Er gehört auch dem wissenschaftlichen Beirat der Görres-Gesellschaft an.

## Rezente Veröffentlichungen
- Nicolas de Cues, écrivain engagé, et la liberté religieuse. In: Harald Schwätzer, Marie-Anne Vannier (Hrsg.): La joie et la liberté chez Eckhart et Nicolas de Cues (= Texte und Studien zur Europäischen Geistesgeschichte, Reihe B, Band 22). Aschendorff, Münster 2019, S. 193–203.
- Nicolas de Cues et le fait religieux dans la société luxembourgeoise actuelle. In: Harald Schwätzer, Marie-Anne Vannier (Hrsg.): Nikolaus von Kues: Die Großregion als Denk- und Lebensraum (= Texte und Studien zur Europäischen Geistesgeschichte, Série B, Band 22). Aschendorff, Münster 2019, S. 217–228.
- Die rechtliche Situation der Muslime im Großherzogtum Luxemburg. Das Abkommen des Luxemburger Staates mit der Schura vom 26. Januar 2015 im historischen, gesellschaftlichen und politischen Kontext. In: Karlies Abmeier, Andreas Jacobs, Thomas Köhler (Hrsg.): Rechtliche Optionen für Kooperation zwischen deutschem Staat und muslimischen Gemeinschaften, Münster, Aschendorff, 2019, 127–144.
- Lecture de la Bible en petites communautés et théologie. In: Daniel Laliberté, Georg Rubel (Hrsg.): Bible – Pastorale – Didactique. Animatio biblica totius actionis pastorales (= Dieux, hommes et religions, Band 26). Peter Lang, Bruxelles 2019, S. 171–190.
- Religionen & Schule : eine bleibende Herausforderung. In: Jean Ehret, Jean-Louis Zeien (Hrsg.): Herausforderung Religion(en) und Schule(n) (= Religionspädagogik im Kontext, Band 9). Logos Verlag, Berlin 2018, S. 109–150.
- als Hrsg.: L’esthétique de l’effet de vie. Perspectives interdisciplinaires, Paris, L’Harmattan, coll. « L’Univers esthétique », 2012.